# 格氏膜首鱈
格氏膜首鱈，為輻鰭魚綱鱈形目鼠尾鱈科的其中一種，分布於中西太平洋海域，屬深海底棲性魚類，深度可達538公尺，棲息在底層水域，生活習性不明。

## 扩展阅读
維基物種上的相關：格氏膜首鱈